# Saison 2017 des Rangers du Texas
La saison 2017 des Rangers du Texas est la 57e saison en Ligue majeure de baseball pour cette franchise et sa 46e depuis son transfert de Washington vers la ville d'Arlington au Texas en 1972.
Après avoir terminé au premier rang de la division Ouest de la Ligue américaine deux années de suite, les Rangers chutent en 3e place avec une première saison perdante depuis 2014. Ils perdent 17 matchs de plus qu'en 2016 et complètent 2017 avec une fiche de 78 victoires et 84 défaites. En cours de saison, ils échangent leur lanceur vedette Yu Darvish aux Dodgers de Los Angeles
Le 30 juillet 2017, Adrián Beltré des Rangers devient le 31e joueur de l'histoire à frapper 3 000 coups sûrs dans les majeures.

## Saison régulière
La saison régulière de 162 matchs des Rangers débute le 3 avril 2017 par la visite des Indians de Cleveland au Globe Life Park d'Arlington (Texas) et se termine le 1er octobre suivant. 

### Classement
| Ligue américaine division Ouest | V   | D  | %    | Diff. | Diff. (séries) |
| ------------------------------- | --- | -- | ---- | ----- | -------------- |
| Astros de Houston               | 101 | 61 | ,623 | -     | -              |
| Angels de Los Angeles           | 80  | 82 | ,494 | 21    | 5              |
| Mariners de Seattle             | 78  | 84 | ,481 | 23    | 7              |
| Rangers du Texas                | 78  | 84 | ,481 | 23    | 7              |
| Athletics d'Oakland             | 75  | 87 | ,463 | 26    | 10             |